# Kings & Queens of the Underground
Kings & Queens of the Underground è l'ottavo album in studio del cantante britannico Billy Idol.

## Tracce
1. Bitter Pill
2. Can’t Break Me Down
3. Save Me Now
4. One Breath Away
5. Postcards From the Past
6. Kings & Queens of the Underground
7. Eyes Wide Shut
8. Ghosts in My Guitar
9. Nothing to Fear
10. Love and Glory
11. Whiskey and Pills

## Formazione
- Billy Idol – voce
- Steve Stevens – chitarra
- Stephen McGrath – basso e cori
- Billy Morrison – chitarra e cori
- Erik Eldenius – batteria
- Paul Trudenau – tastiere